# Inga fluvii-novi
Inga fluvii-novi är en ärtväxtart som beskrevs av Hermann August Theodor Harms. Inga fluvii-novi ingår i släktet Inga och familjen ärtväxter. Inga underarter finns listade i Catalogue of Life.